# Gymnázium Brno, Vídeňská
Gymnázium Brno, Vídeňská je gymnázium v Brně. Nachází se ve Štýřicích. Zřizovatelem je Jihomoravský kraj. Škola nabízí čtyřleté a šestileté studium.
Škola vznikla v roce 1957, kdy byla na Koněvovu 47, jak se tehdy Vídeňská jmenovala, přesunuta Jedenáctiletá střední škola z  Mendlova náměstí).
V roce 2004 bylo s gymnáziem Vídeňská sloučeno gymnázium Táborská 185, odkud byla postupně přesunuta výuka na Vídeňskou.

## Seznam ředitelů gymnázia
- PhDr. Karel Hanák (1957–1960)
- PhDr. Josef Kolomazník, Csc. (1960–1989)
- RNDr. Pavel Čermák (1990–1991)
- RNDr. Jaroslav Veverka (1991–1994)
- PhDr. Jarmila Červenáková (1994–2004)
- RNDr. Pavel Faltýsek (2004–2014)
- Mgr. David Andrle (od roku 2014)

## Absolventi
- Miroslav Donutil
- Tomáš Matonoha
- Roman Kraus
- Markéta Vaňková
- Věra Černá
- Petr Duchoň
- Tomáš Julínek
- Jindřich Janečka
- Tomáš Jedlička